# Виїмка (кримінальне право)

## Виїмка (кримінальне право)
Виїмка — передбачалась КПК України 1961 року (скасованого прийняттям в 2012 році нового КПК України) та полягала у   вилученні або вимагання видачі у якої-небудь особи чи установи (підприємства) певних предметів і документів, що мають значення по справі.
В  КПК України, який втратив чинність, пердбачалось, що «виїмка проводиться у тих випадках, коли слідчий має точні дані, що предмети чи документи, які мають значення для справи, знаходяться у певної особи чи у певному місці».
Різниця між виїмкою і обшуком полягала у тому, що, по-перше, виїмка проводиться тільки відносно певних предметів, тоді як предмети, що підлягають вилученню при обшуку, можуть бути відомі орієнтовно, а іноді навіть не відомі взагалі; по-друге, під час виїмки повинно бути відоме місце знаходження тих чи інших предметів, а при обшуку передбачається їх відшукати. Якщо неможливо точно визначити, що саме необхідно відшукати або де і у кого знаходиться потрібна річ, проводять не виїмку, а обшук.
Виїмка  мала провадитись у випадках необхідності вилучення лише певних предметів і документів, коли точно відомо, де і в кого вони знаходяться. Процесуальний режим виїмки регламентувався  статтями 178—184, 186, 187і, 188, 189 КПК, який втратив чинність в 2012 році.
Виїмка мала проводитьсь за вмотивованою постановою слідчого. Проведення виїмки не потребувало санкції прокурора. 
Наразі чинним КПК  України, прийнятим та введеним в дію в 2012 році, замість виїмки, ст. 131 КПК України передбачені дві процесуальні форми вилучення предметів, місце знахолдження яких є відомим: "тимчасовий доступ до речей і документів" та "тимчасове вилучення майна". Дана процедури віднесені не до числа слідчих дій, а до "заходів  забезпечення кримінального провадження". Юридична визначеність даних процедур недостатня. Це зобумовлює пропозиції щождо відновлення інституту виїмкм, як окремої слідчої дії.  